# مملكة بوهيميا
لقد كانت المملكة البوهيمية (بالتشيكية: České království)، (بالألمانية: Königreich Böhmen)، (بالمجرية: Cseh Királyság)، (باللاتينية: Regnum Bohemiae) دولة تشيكية واقعة في إقليم بوهيما في وسط أوروبا، الإقليم الذي يقع حاليًا في العصر الحديث في جمهورية التشيك. وكان الملك يشغل منصب الناخب في الإمبراطورية الرومانية المقدسة حتى تم حلها في عام 1806، حيث صارت جزءًا من الإمبراطورية النمساوية، وبعد ذلك صارت جزءًا من إمبراطورية إمبراطورية النمسا-المجر من عام 1867. وعقب هزيمة دول المركز في الحرب العالمية الأولى، تم حل كل من المملكة والإمبراطورية وصارت بوهيميا الجزء الأساسي المشكل حديثًا من جمهورية تشيكوسلوفاكيا.

## التاريخ

### القرن الثالث عشر (النمو)
على الرغم من تمتع بعض حكام بوهيميا السابقين بلقب ملكي غير وراثي خلال القرنين الحادي عشر والثاني عشر (فراتيسلاوس الثاني وفلاديسلاف الثاني) تأسست المملكة بشكل رسمي في عام 1198 من قبل بريميسل أوتوكار الأول الذي نال اعتراف فيليب السوابي، الملك المنتخب للرومان، مقابل دعمه ضد منافسه الإمبراطور أوتو الرابع. في عام 1204 قُبل المنصب الملكي لأوتوكار من قبل أوتو الرابع وأيضًا من قبل البابا إنوسنت الثالث. واعتُرف بالمنصب رسميًا في عام 1212 من قبل مرسوم الثور الذهبي لصقلية، الذي أقره الإمبراطور فريدريك الثاني، والذي رفع مكانة بوهيميا من دوقية إلى مملكة وأعلن استقلالها الذي تعزز في وقت لاحق على يد الملك المستقبلي والإمبراطور كارل الرابع مع مرسوم الثور الذهبي الذي أقره في عام 1356.
بموجب هذه الشروط، كان يجب إعفاء الملك التشيكي من كافة الالتزامات المستقبلية تجاه الإمبراطورية الرومانية المقدسة باستثناء المشاركة في المجالس الإمبراطورية. وأُلغي الامتياز الامبراطوري في إقرار كل حاكم بوهيمي وتعيين أسقف براغ. خلف الملك ابنه فينسلاوس الأول من زواجه الثاني.
رفضت أغنيس شقيقة وينسيسلاوس الأول، التي قُدست لاحقًا، الزواج من الإمبراطور الروماني المقدس وعوضًا عن ذلك كرست حياتها للأعمال الروحانية. وبالتنسيق مع البابا، أسست تنظيم فرسان الصليب مع النجمة الحمراء في عام 1233، الذي كان أول تنظيم عسكري في مملكة بوهيميا. كان ثمة أربعة تنظيمات عسكرية أخرى في بوهيميا: تنظيم فرسان الاسبتارية منذ عام 1160 تقريبًا وتنظيم القديس لازاروس منذ أواخر القرن الثاني عشر وتنظيم فرسان تيوتون منذ عام 1200 تقريبًا حتى عام 1421 وفرسان الهيكل منذ عام 1232 حتى عام 1312.
كان القرن الثالث عشر الفترة الأكثر ديناميكية في حكم سلالة برميسل لبوهيميا. وأدى انشغال الإمبراطور الألماني فريدريك الثاني بشؤون البحر الأبيض المتوسط والصراعات الأسرية التي عُرفت باسم فترة خلو العرش الكبرى (1254-1273) إلى إضعاف السلطة الإمبراطورية في أوروبا الوسطى، الأمر الذي وفر الفرصة لتوطيد سلالة برميسل لمكانتها. وفي الوقت نفسه، استحوذت الغزوات المغولية (1220-1242) على اهتمام جارتي بوهيميا الشرقيتين، المجر وبولندا.
تزوج برميسل أوتوكار الثاني (1253-1278) أميرة ألمانية، مارغريت من النمسا، وأصبح دوقًا للنمسا. وبذلك حصل على النمسا العليا والنمسا السفلى وعلى جزء من سوريا. وغزا بقية أجزاء سوريا ومعظم أجزاء كارينثيا وأجزاءًا من كارنيولا. ولُقب ب«ملك الحديد والذهب» (الحديد نسبة إلى غزواته والذهب نسبة إلى ثروته». وصلت حملته حتى بروسيا حيث هزم السكان الأصليين الوثنيين، وفي عام 1256 أسس مدينة أطلق عليها اسم كرالوفيتش في تشيكيا والتي أصبحت في وقت لاحق كونيغسبيرغ (كالينينغراد الآن).
في عام 1260، هزم أوتوكار ملك هنغاريا بيلا الرابع في معركة كريسنبرون بالقرب من نهر مورافا حيث اشتبك ما يزيد عن 200 ألف مقاتل. وحكم منطقة تمتد من النمسا إلى البحر الأدرياتيكي. إلا أن ملك آل هابسبورغ رودولف بدأ منذ عام 1273 بتأكيد سلطته الإمبراطورية والتحقق من قوة أوتوكار. وكانت لديه مشكلات أيضًا مع النبلاء المتمردين في بوهيميا. فقد أوتوكار جميع أراضيه الألمانية في عام 1276، وفي عام 1278 تخلى عنه جزء من النبلاء التشيكيين وقُتل في معركة مارشفيلد ضد رودولف.
خلف أوتوكار ابنه الملك وينسلاوس الثاني، الذي تُوج ملكًا على بولندا في عام 1300. وتوج وينسلاوس الثالث ابن وينسلاوس الثاني ملكًا على المجر بعد مرور عام. في تلك الآونة، حكم ملوك بوهيميا من المجر حتى بحر البلطيق.
كان القرن الثالث عشر أيضًا فترة هجرة ألمانية واسعة، خلال التوسع الألماني الشرقي، التي غالبًا ما شجعها ملوك سلالة برميسل. سكن الألمان المدن ومناطق التعدين على الأطراف البوهيمية وشكلوا في بعض الحالات مستعمرات ألمانية في المناطق الداخلية من الأراضي التشيكية. كانت ستريبرو وكوتنا هورا ونيميكي برود (هافليتشكوف برود في يومنا هذا) وجيهلافا مستوطنات ألمانية هامة. جلب الألمان قانونهم الخاص – اليوس تيوتونيكوم – الذي شكل أساس القانون التجاري اللاحق لبوهيميا ومورافيا. وسرعان ما أصبحت الزيجات بين النبلاء التشيكيين والألمان أمرًا شائعًا.

### القرن الرابع عشر («العصر الذهبي»)
يُعتبر القرن الرابع عشر – وعلى وجه التحديد عهد كارل الرابع (1342-1378) - العصر الذهبي في التاريخ التشيكي. انتهى تسلسل سلالة برميسل في عام 1306، وبعد سلسلة من الحروب السلالية انتُخب جون، كونت لوكمسبورغ، ملكًا على بوهيميا. تزوج جون إليزابيث، ابنة وينسيسلاوس الثاني. وخلفه في عام 1346 كملك ابنه كارل الرابع، وهو الملك الثاني من آل لوكسمبورغ. نشأ كارل في البلاط الفرنسي وكان كوزموبوليتانيًا في موقفه.
عزز كارل الرابع قوة وهيبة المملكة البوهيمية. وفي عام 1344 قام بترقية أسقفية براغ جاعلًا منها مطرانية وحررها من قضاء ماينز، ومُنحت الأسقفية الحق في تتويج الملوك البوهيميين. كبح كارل طبقة النبلاء البوهيمية والمورافية والسيليزية وعقلن الإدارة الإقليمية في بوهيميا ومورافيا. وأسس تاج بوهيميا الذي ضم مورافيا وسيليسيا ولوساتيا.
في عام 1355 تُوج كارل إمبراطورًا رومانيًا مقدسًا. وفي العام التالي أصدر مرسوم الثور الذهبي لعام 1356، الذي حدد وقنن عملية انتخاب العرش الإمبراطوري، وكان الملك البوهيمي من بين الناخبين السبعة. منح إقرار مرسوم الثور الذهبي إلى جانب الاستحواذ الذي تلاه على الناخبين في براندبورغ أعضاء آل لوكسمبورغ صوتين في المجمع الانتخابي. وحول كارل أيضًا براغ إلى عاصمة إمبراطورية.
تضمنت مشاريع البناء الواسعة التي قام بها الملك إنشاء المدينة الجديدة جنوب شرق المدينة القديمة. وأعيد بناء القلعة الملكية، هرادكاني. وكان تأسيس جامعة كارل في براغ في عام 1348 ذا أهمية خاصة. كان كارل ينوي جعل براغ مركزًا دوليًا للتعليم، وقُسمت الجامعة إلى «أمم» تشيكية وبولندية وساكسونية وبافارية، وكان لكل منها صوت واحد مسيطر. وعلى الرغم من ذلك، أصبحت جامعة كارل في وقت لاحق نواة الخصوصية التشيكية الجديدة.
توفي كارل في عام 1378، وآل التاج البوهيمي إلى ابنه، فنتسل الرابع. وكان قد انتُخب أيضًا ملكًا على الرومان في عام 1376، في أول انتخابات منذ مرسوم الثور الذهبي الذي أقره والده. خُلع فنتسل عن العرش الإمبراطوري في عام 1400 بالرغم من أنه لم يتوج قط كإمبراطور. وتُوج أخوه غير الشقيق، سيجيسموند، إمبراطورًا في نهاية المطاف في روما في عام 1433، وحكم حتى عام 1437، وكان آخر عضو من الذكور من أسرة لوكسمبورغ.

### القرن الخامس عشر (حركة الهوسيت)
كانت حركة الهوسيت (1402-1485) في الأساس تجليًا دينيًا ووطنيًا أيضًا. وبصفتها حركة إصلاح ديني (ما يسمى بالإصلاح البوهيمي)، مثلت الحركة تحديًا للسلطة البابوية وتأكيدًا على الاستقلال الوطني في الشؤون الكنسية. هزمت الحركة أربع حملات صليبية من الإمبراطورية الرومانية المقدسة، وينظر الكثيرون إلى الحركة على أنها جزء من الإصلاح البروتستانتي (في جميع أنحاء العالم). ونظرًا إلى أن العديد من المحاربين في الحروب الصليبية كانوا ألمانًا، على الرغم من أن العديد أيضًا كانوا مجريين وتشيكيين كاثوليك، تُعتبر حركة هوسيت حركة وطنية تشيكية. في العصور الحديثة، اكتسبت جمعيات معادية للإمبراطورية ومعادية للألمان وعُرفت في بعض الأحيان على أنها إحدى تجليات الصراع الإثني التشيكي الألماني طويل الأمد.

## معلومات تاريخية

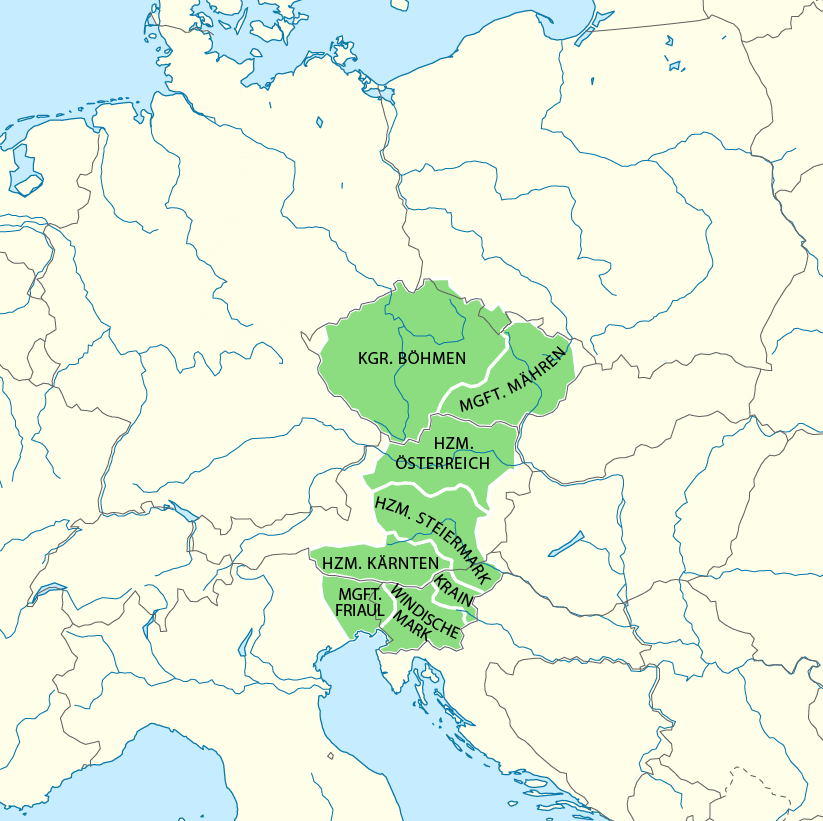
مملكة أوتوكار في بوهيميا في عام 1273

على الرغم من أن بعض الحكام السابقين لبوهيميا قد تمتعوا بلقب ملكي غير وراثي خلال القرن الحادي عشر والثاني عشر (فراتيسلاف الثاني، فلاديسلاف الثاني)، تم تأسيس المملكة رسميًا في عام 1198 على يد أوتوكار الأول، الذي اعُترف بمملكته من قِبل فيليب، دوق شوابيا، الذي انتُخب ليشغل منصب ملك الرومان، في مقابل تقديمه للدعم ضد الإمبراطور المنافس أوتو الرابع. وفي عام 1204 قبل «أوتو الرابع» نفسه اللقب الملكي الرفيع لأوتوكار وكذلك البابا إنوسنت الثالث وبعد ذلك نال الشرعية بالتأكيد بحصوله على مرسوم صقلية الذهبي الذي قدمه الإمبراطور فريدرش الثاني في العام 1212، مما عزز من دوقية بوهيميا نحو الوصول إلى منزلة المملكة وأنه ينبغي إعفاء ملك بوهيميا من جميع الالتزامات المستقبلية نحو الإمبراطورية الرومانية المقدسة باستثناء المشاركة في المجالس الإمبراطورية. لقد كانت متحدة مع مملكة هابسبورغ منذ عام 1526، وتم حلها في عام 1918 بسقوط النمسا والمجر، عندما أجبر آخر ملك بوهيمي كارل الأول إمبراطور النمسا على التخلي عن الحكم دون التنحي. ومن ثم عزل مجلس النواب الوطني في براغ أسرة هابسبورغ-لورين وأعلن عن قيام جمهورية تشيكوسلوفاكيا.

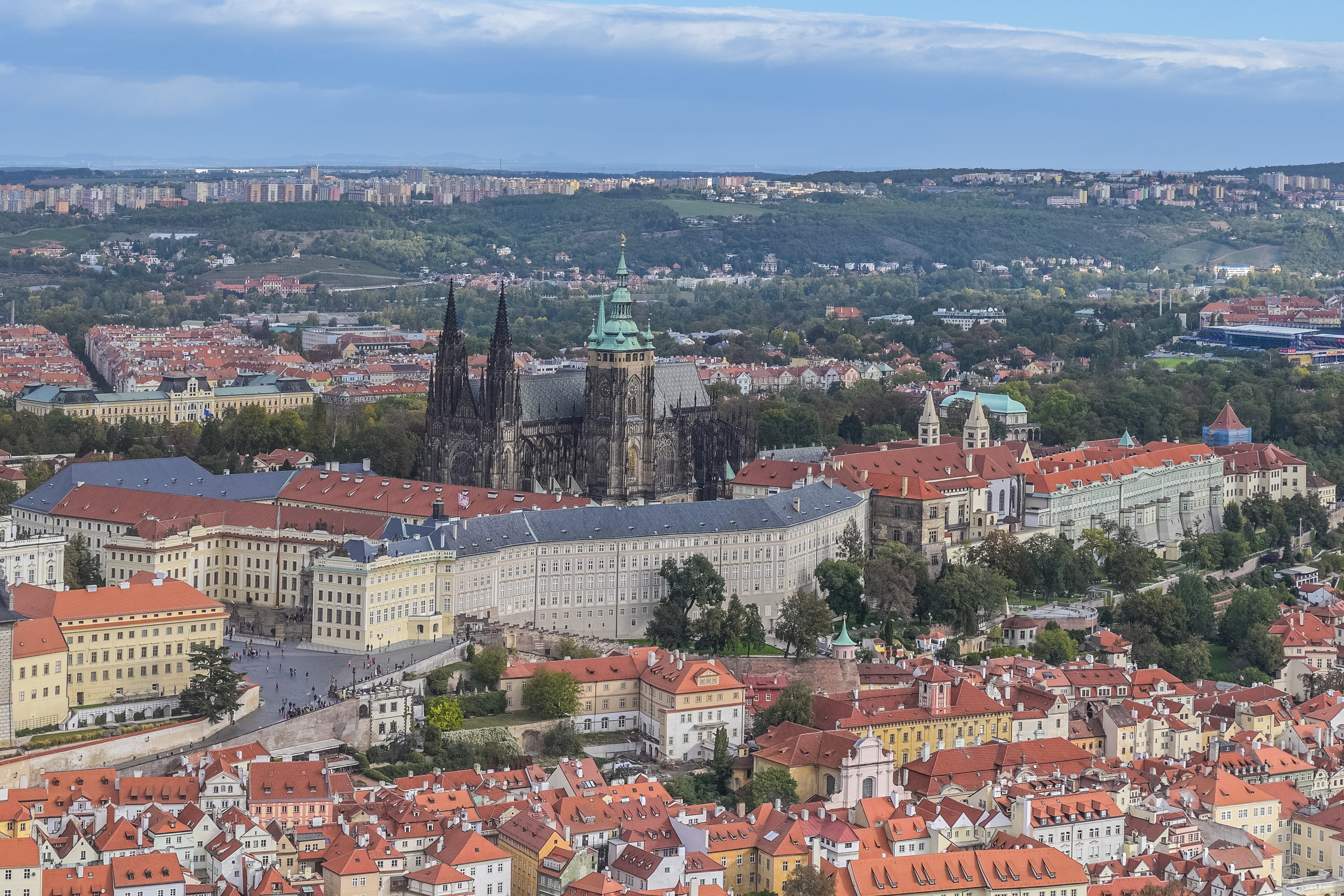
قلعة براغ – المقر القديم للدوقات البوهيميين والملوك والأباطرة؛ وبعد عام 1918 صارت مكتب للرؤساء التشيكوسلوفاكيين والتشيكيين

لقد كانت المملكة البوهيمية خلال عهد آواخر ملوك أسرة برميسل وآل لوكسمبورغ الدولة الأقوى في الإمبراطورية الرومانية المقدسة.[بحاجة لمصدر] وقد حكم الملك أوتوكار الثاني ملك بوهيميا حاكم من المنطقة في النمسا إلى البحر الأدرياتيكي. ولاحقا تم تنصيب ابنه الملك فاكلاف الثاني ملكًا على بولندا في عام 1300، ومن بعده أبنه فاكلاف الثالث والذي كان أيضا ملك المجر. وقد امتدت المملكة البوهيمية في ذلك الوقت من النمسا حتى وصلت بحر البلطيق. وعلى الرغم من ضياع كلا المملكتين بعد اغتيال فاكلاف الثالث في 1306، استمر صعود بوهيميا، عندما انتخب في 1346 وريث العرش البوهيمي، كارل كونت لوكسمبورغ ملك الرومان وتم تتويجه لـ منصب إمبراطور الروماني المقدس في عام 1356. وقد أصدر مرسوم الذهبي في 1356 الذي حل مشكلة انتخاب الأباطرة، ومن خلال ذلك الاكتساب الأسرة صوتين؛ صوت ناخب براندنبورغ وصوت لـ مملكة بوهيميا في مجمع الناخبين. اتخذ كارل براغ كمقر للإقامة الإمبراطورية، استعاد ابنه الملك سيغيسموند مرة أخرى التاج المجري عن طريق الزواج بالملكة ماري المجرية في عام 1385. وقد عزز خليفته – لاديسلاوس اليتيم من أسرة هابسبورغ وجورج بوديبراد وحكام أسرة ياغيلون – من مكانة بوهيميا كجزء مستقل من الإمبراطورية حتى اندلاع الحرب البوهيمية (1468-1478). وتم تجريد الملك فلاديسلاف ياغيلون من حقوقه عن طريق الأمراء-الناخبين في الاشتراك في انتخابات 1486 التي انتخبت ماكسيمليان الأول هابسبورغ في عام 1486. واستمرت القطيعة عن الإمبراطورية بعد خلافة فلاديسلاف للملك ماتياس كورفينوس من المجر في عام 1490 وقد دخلت كل من المملكة البوهيمية ومملكة المجر في اتحاد شخصي. ونظرًا لعدم اعتبارها دولة في الإمبراطورية، لم تكن أراضي المملكة البوهيمية جزءًا من الدوائر الإمبراطورية التي تأسست في عام 1500 من قبل الإصلاح الإمبراطوري. 

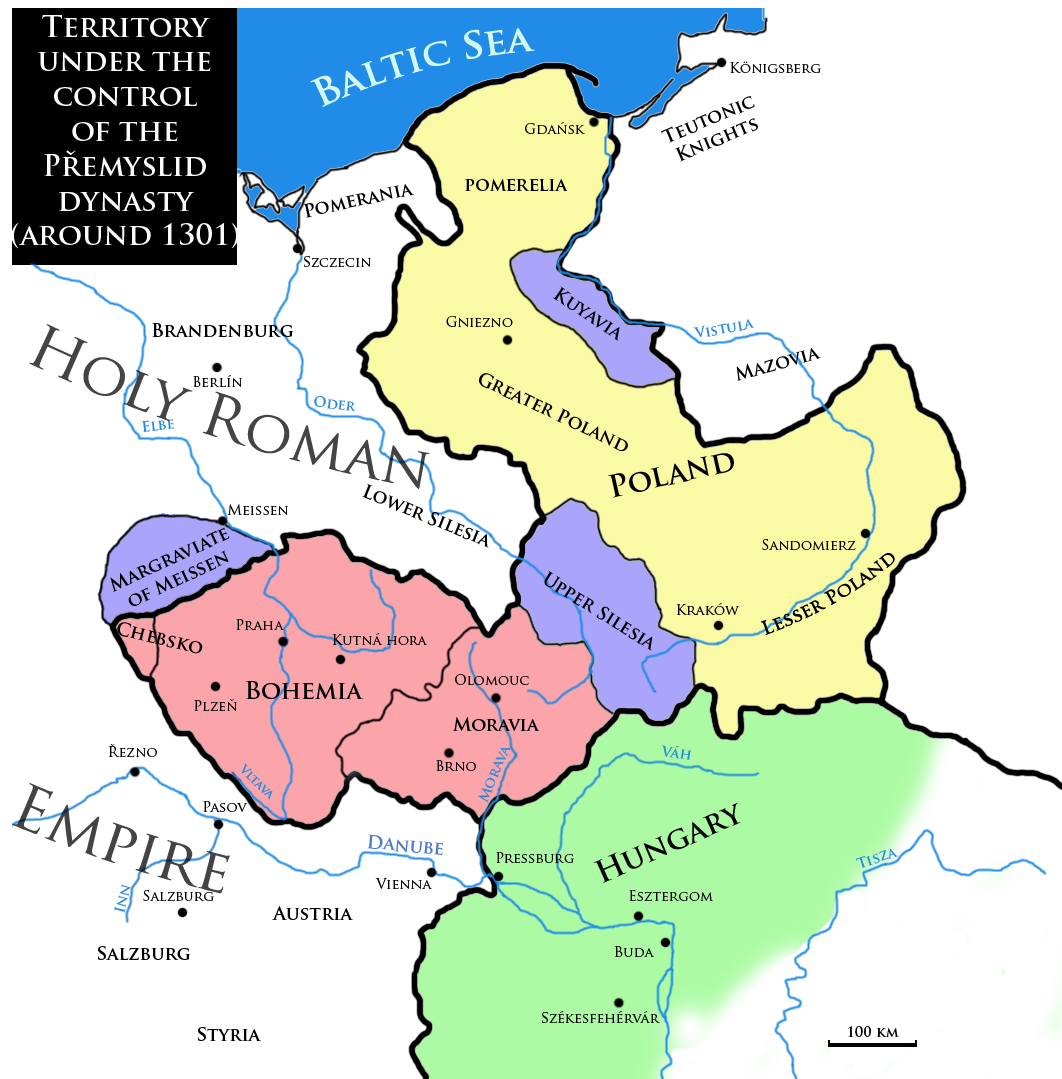
الأراضي الخاضعة لسيطرة أسرة بريميسليدز (Přemyslid) في سنة 1301 تقريبًا

لقد كانت بوهيميا واسمها (Čechy) إلى جانب مقاطعة كوادسكوم (Hrabství kladské) المنطقة الأهم والرئيسية لمملكة بوهيميا، ومنذ عام 1348 قام كارل الرابع بإنشاء أراضي مملكة بوهيميا (Země Koruny české)، إلى جانب المقاطعات المتحدة الموجودة بالفعل:
- تمت استعادة مرغريفية مورافيا (Markrabství moravské) عن طريق أسرة برميسل وأسرة سلافينيك والحكام البوهيميين بعد عام 955 معركة ليتشفيلد، وضاعت في عام 999 لتعود إلى مملكة بولندا وتمت استعادتها مرة أخرى عن طريق الدوق بريتيسلوس الأول في 1019/1029 (تاريخ غير مؤكد);
- تم ضم لوساتيا العليا (Horní Lužice) على يد الملك يان لوكسمبورغ في عام 1319 (معركة باوتسن) وفي عام 1329 تم الاستيلاء على (غورليتس) ولوساتيا السفلى (Dolní Lužice) المعروفة سابقًا باسم مرغريفية لوساتيا) على يد ابن الملك يان كارل الرابع من أوتو الخامس، مارغريف براندنبورغ في عام 1367. فقد الإمبراطور فرديناند الثاني هابسبورغ لوساتيا (Lusatias) لصالح ناخب ساكسونيا بعد صلح براغ؛
- حصول دوقيات سيليزيا (Slezsko) بحلول عام 1335 مع معاهدة ترينتشين بين يان لوكسمبورغ والملك كازيمير الثالث ملك بولندا. في وقت لاحق أضاعت الملكة ماريا تيريزا سيليزيا (Silesia) في عام 1742 لصالح الملك فريدرش الثاني ملك بروسيا عن طريق معاهدة برسلو، باستثناء سيليزيا النمساوية

وبمرور الوقت:تم الاستيلاء على 
- دوقية النمسا في عام 1251 ودوقية ستيريا في عام 1261 وإيجرلاند في عام 1266 ودوقية كارينثيا إلى جانب مرغريفية كارنيولا ومرغريفية فيندك في عام 1269 ومرغريفية فريولي في عام 1272 على يد الملك أوتوكار الثاني ومن ثم أضاعها لصالح رودولف الأول ملك ألمانيا في عام 1278 في معركة مارتشفيلد؛

تم الاستيلاء مرة أخرى على 
- إيجرلاند (Chebsko)على يد فاكلاف الثاني في الفترة من 1291 – 1305; وقد أعطيت بالتأكيد في البيدق إلى بوهيميا على يد الإمبراطور (ثم ملك الرومان) لودفيغ الرابع في عام 1322 وانضمت في وقت لاحق إلى الاتحاد الشخصي مع بوهيميا؛

تم ضم 
- الجزء الشمالي من بالاتينات العليا («بوهيميا الجديدة») في زولتسباخ على يد كارل الرابع في عام 1355. وأضاع ابن كارل فاكلاف الرابع بالاتينات العليا في عام 1400 لصالح ناخب بالاتينات تحت حكم الملك روبرشت ملك ألمانيا.
- مرغريفية براندنبورغ، التي استولى عليها كارل الرابع من الدوق أوتو الخامس فيتلسباخ في 1373. ومنحها ابن كارل الإمبراطور سيغيسموند براندنبورغ في عام 1415 لـ فريدريك الأول، ناخب براندنبورغ.

بعد وفاة المبكرة للملك لودفيك الثاني ياغيلون في معركة موهاج في عام 1526، تولى حكم مملكة بوهيميا صهره عن طريق الميراث، الأرشيدوق فرديناند الأول هابسبورغ، الأخ الأصغر للإمبراطور كارل الخامس، الذي خلفه في الحكم في عام 1558. وكان الاتحاد التالي لبوهيميا مع مملكة هابسبورغ ضد المقاومة البروتستانتية المحلية التي اشتعلت في عام 1618 في دفاع عن براغ مما أدى إلى حب دينية التي عُرفت بـ حرب الثلاثين عام. وقد وضعت هزيمتهم في معركة الجبل الأبيض في عام 1620 نهاية لحركة الاستقلال البوهيمي الذاتي.
ومع تفكك الإمبراطورية الرومانية المقدسة في عام 1806، اتحدت المملكة البوهيمية مع الإمبراطورية النمساوية وتم استعادة اللقب الملكي في إمبراطور النمسا. وفي عام 1867 مع التسوية النمساوية-المجرية أصبحت مقاطعات بوهيميا ومورافيا وسيليزيا النمساوية أراضي ملكية تتبع سيسليثانيا.
تتألف الجمهورية التشيكية الحالية من بوهيميا ومورافيا وسيليزيا التشيكية ولا تزال يستخدم معظم رموز المملكة البوهيمية:أسد ثنائي الطرف في شعار الدولة، شرائط حمراء وبيضاء في علم الدولة، والقلعة الملكية كمكتب يخص رئيس التشيك.

## القسم الإداري

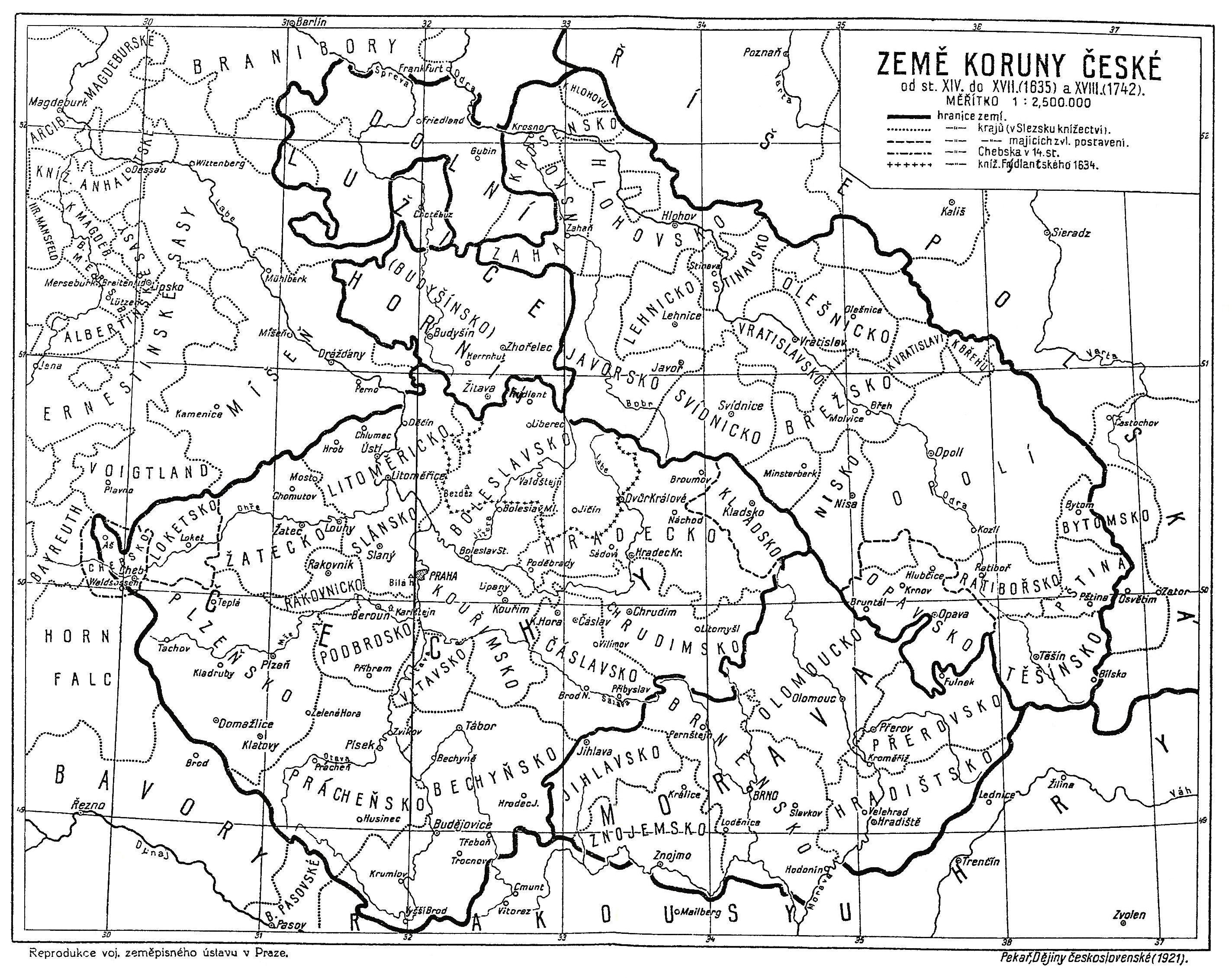
أراضي المملكة البوهيمية حتى عام 1635. (بما في ذلك الأقسام الداخلية). خريطة أعدها جوزيف بيكار (Josef Pekař)، 1921

| كراي Kraj) ملك بوهيما - بخينيه (Bechyně) - بوليسلاف - تشاسلاف (Čáslav) - خروديم (Chrudim) - هراديتس كرالوفي (Hradec Králové) - كلودزكو - كورجيم (Kouřim) في براغ - ليتوميرجيتسه (Litoměřice) - لوكيت (Loket) - فلتافا (Vltava) - بلزين (Plzeň) - بوديبرادي (Poděbrdy) في بيرون - براخن (Prácheň) في بيسيك (Písek) - راكوفنيك (Rakovník) - سلاني (Slaný) - جاتيتس (Žatec) | كراي أف مورافيا (Kraje of Moravia) - برنو (Brno) - هراديشتيه - ييهلافا (Jihlava) - أولوموتس (Olomouc) - بشروف (Přerov) - زنويمو (Znojmo) | Silesian duchies - برزج - بيتوم - سيزيان (Cieszyn) - جواجوف - جاوور - يجنيكا - نيسا - اوليشنيتسا (Oleśnica) - أوبافا (Opava) - أوبولي - بيشتنا (Pszczyna) - راتشيبوش - شييناو (Ścinawa) - سودنيكا (Świdnica) - فروتسلاو (Wrocław) - زاغان - زيبيشي | لوساتياس (Lusatias) - سيليزيا العليا في باوتسن (Bautzen) - سيليزيا السفلى في لوبين |

## وصلات خارجية
- Kingdom of Bohemia at Worldstatesmen